# 普魯堅托韋
46°48′27″N 35°59′6″E / 46.80750°N 35.98500°E
普魯堅托韋（烏克蘭語：Прудентове）是位於烏克蘭東南部的村莊，由扎波羅熱州梅利托波爾區的新瓦西利夫卡市鎮負責管轄。該村距離甘尼夫卡4.5公里，始建於1925年，面積1.51平方公里，海拔高度34米，2001年人口为440人。